# Jekaterinburger Werke

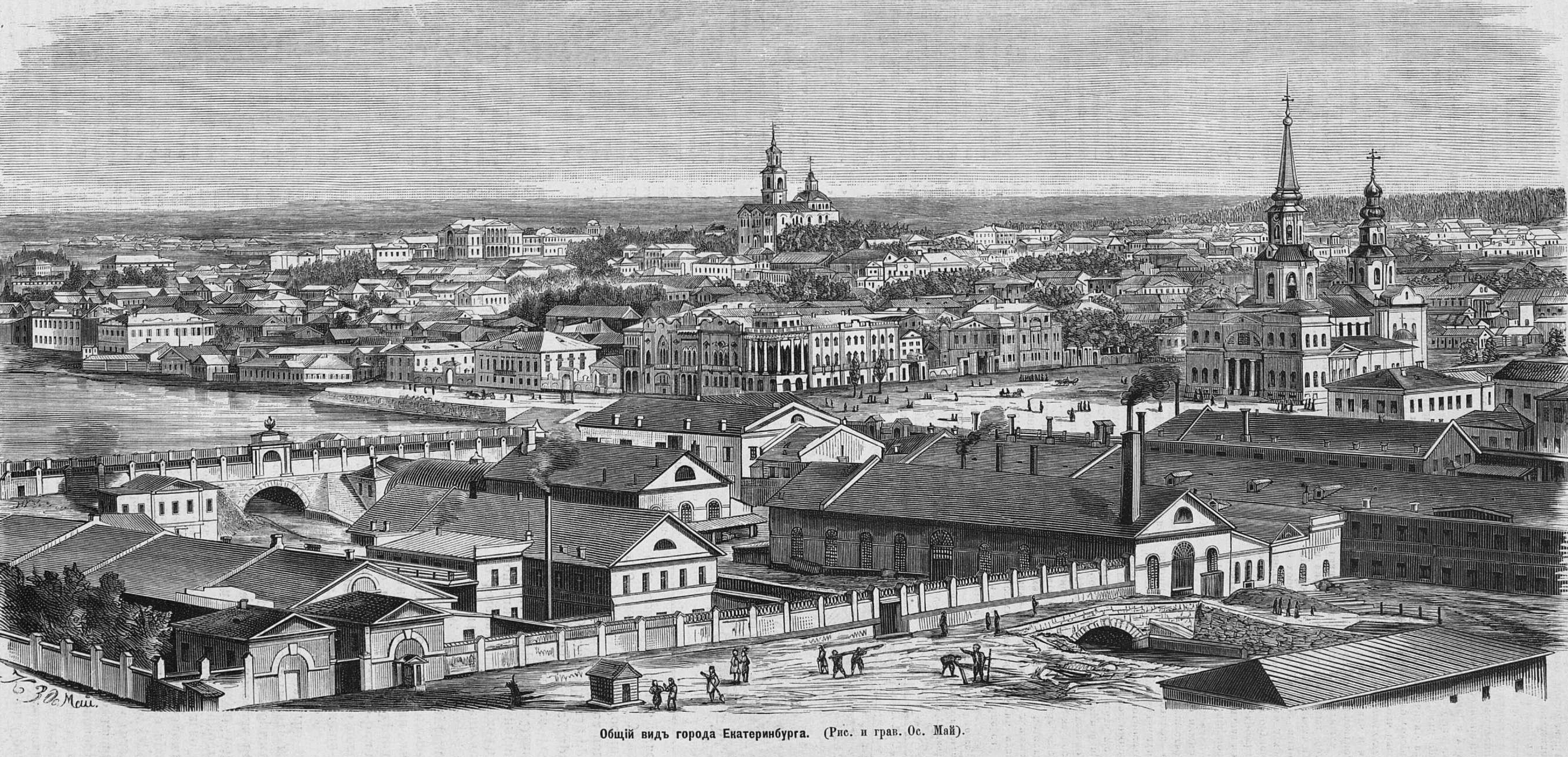
Jekaterinburg im Jahr 1874

Die Jekaterinburger Werke (russisch Екатеринбургский завод), auch Issetski Werke (russisch Исетский завод) genannt, zählten im 18. Jahrhundert zu den größten russischen Eisenhütten im Ural.
Peter der Große ließ 1723 durch Wassili Nikititsch Tatischtschew und Georg Wilhelm Henning die Eisenhütte am Isset-Ufer im Mittleren Ural erbauen. Somit legte der Zar den Grundstein für die Entwicklung der Stadt Jekaterinburg. Der Damm, den die beiden Erbauer zum Schutz der Anlage errichten ließen, steht noch. Auf dem Gelände der ersten Fabrik kann heute das Metallurgische Museum des Urals besichtigt werden.